# MRPS24
MRPS24 (англ. Mitochondrial ribosomal protein S24) – білок, який кодується однойменним геном, розташованим у людей на короткому плечі 7-ї хромосоми. Довжина поліпептидного ланцюга білка становить 167 амінокислот, а молекулярна маса — 19 015.
| 10         |  | 20         |  | 30         |  | 40         |  | 50         |
| ---------- |  | ---------- |  | ---------- |  | ---------- |  | ---------- |
| MAASVCSGLL |  | GPRVLSWSRE |  | LPCAWRALHT |  | SPVCAKNRAA |  | RVRVSKGDKP |
| VTYEEAHAPH |  | YIAHRKGWLS |  | LHTGNLDGED |  | HAAERTVEDV |  | FLRKFMWGTF |
| PGCLADQLVL |  | KRRGNQLEIC |  | AVVLRQLSPH |  | KYYFLVGYSE |  | TLLSYFYKCP |
| VRLHLQTVPS |  | KVVYKYL    |  |            |  |            |  |            |

A: Аланін

C: Цистеїн

D: Аспарагінова кислота

E: Глутамінова кислота

F: Фенілаланін

G: Гліцин

H: Гістидин

I: Ізолейцин

K: Лізин

L: Лейцин

M: Метіонін

N: Аспарагін

P: Пролін

Q: Глутамін

R: Аргінін

S: Серин

T: Треонін

V: Валін

W: Триптофан

Кодований геном білок за функціями належить до рибонуклеопротеїнів, рибосомних білків. 
Локалізований у мітохондрії.